# Sine die
Sine die è una locuzione latina traducibile come senza fissare il giorno (letteralmente senza giorno).
Frase molto in uso nel linguaggio diplomatico (ad esempio: La seduta è rimandata sine die, cioè senza determinare il giorno in cui dovrà riconvocarsi). 
Ha un corrispettivo in italiano nell'espressione a data da destinarsi, anche nella forma in data da destinarsi.
Nel linguaggio corrente sine die viene spesso utilizzata per indicare una scadenza in una data indefinita e non prefissabile al punto da intendersi talmente protratta nel tempo da non giungere mai, così come si dice alle calende greche (letteralmente: a un tempo inesistente).
Diversamente vanno intese le espressioni senza scadenza, che non ha scadenza, che significano più precisamente di durata virtualmente illimitata.